# Портрети Бенвенуто Челліні
Портрети Бенвенуто Челліні - декілька портретів італійського ювеліра та скульптора Бенвенуто Челліні (1500-1570), включаючи автопортрети та його портрети, виконані іншими митцями. Фізичний образ Бенвенуто Челліні визначається на основі його прижиттєвих портретів. Утім, завдячуючи декільком відомим портретам 17-20 сторіч, на яких автори зображали риси обличчя Челліні, користуючись своєю уявою, а також посмертним помилковим атрибуціям, у цьому предметі наявна певна плутанина.

## Портрети Бенвенуто Челліні на фресці Вазарі
Портрет Челліні розташований серед інших образів придворних митців флорентійського герцога Козімо I Медічі на фресці круглої  форми (тондо), виконаної Джорджо Вазарі у флорентійському Палаццо Веккіо 1563 року. Просто під зображенням уже старіючого Челліні можна побачити підпис, що гласить: «Benvenuto SCVL».
Усі особистості, показані на тондо, були впізнаваними у часи Вазарі.
На тондо зображені 11 осіб. Джорджо Вазарі згадав дев’ять із них у письмових коментарях і підписах, розташованих праворуч від фрески: 
Ніколо Тріболо (Niccolo di Raffaello di Nicolo dei Pericoli), Джованні Батиста Тассо (Giovanni Battista del Tasso), Нанні Унгеро (Nanni Unghero), Сан Маріно (San Marino), Джорджо Вазарі, Баччо Бандінеллі (Baccio Bandinelli), Бартоломео Амманаті (Bartolomeo Ammanati), Бенвенуто Челліні (Benvenuto Cellini) та Франческо ді сер Якопо (Francesco Di ser Jacopo). Джорджо Вазарі не вказав лише одного зі своїх колег: Луку Мартіні (Luca Martini). 

### Портрет Бартоломео Амманаті , неправильно атрибуйований як портрет Бенвенуто Челліні

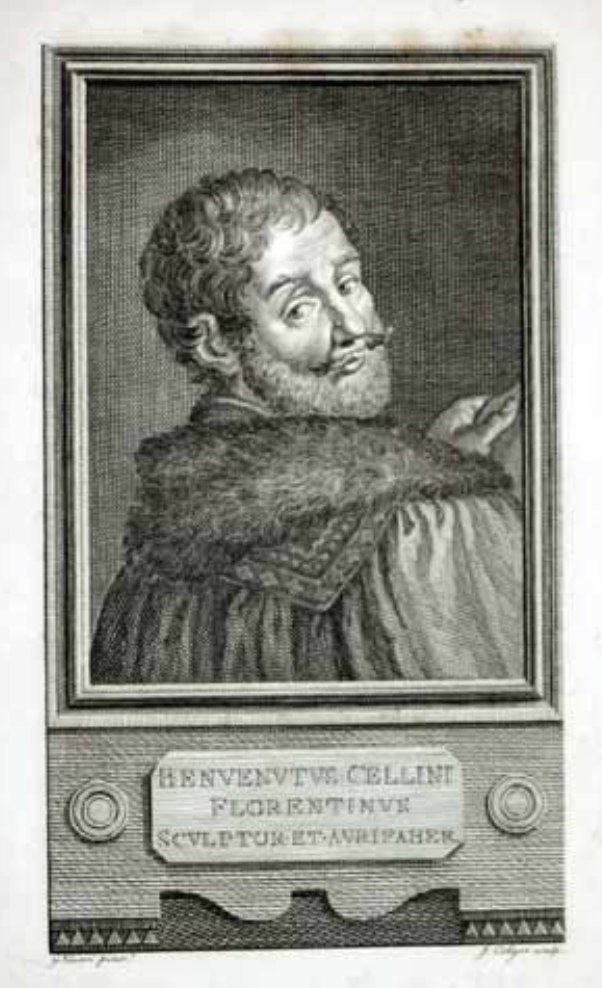
Колльєр, Джозеф. Портрет Бенвенуто Челліні. Гравюра. 29.5 см на 19.5 см (1771). Австрійська національна бібліотека, Відень, Інвентарний номер 8191345

1891 року французький книговидавець Ежен Плон (Eugene Plon) піддав сумніву атрибуцію особистостей (яка вважалася автентичною починаючи з 16-го століття) на фресці. Незважаючи на те, що більшість особистостей, включаючи самого Челліні, з’являються на фресці підписані самим Вазарі, Плон, однак, висловлює сумнів стосовно точності підпису. У результаті своїх досліджень Плон стверджував у своїй книзі, що «справжнім» Челліні на фресці є чоловік, якого пізніше ідентифікують як Бартоломео Амманаті. Сучасні дослідження, зроблені у 1971 році повторно атрибували особистостей, зображених на тондо.

### Портрет Джоджо Вазарі, неправильно атрибуйований як портрет Бенвенуто Челліні
Третя атрибуція обличчя Челліні на фресці у Палаццо Веккіо була зроблена у кінці 18-го сторіччя. Ця версія належить британському художнику та граверові Джозефу Колльєру (Joseph Collyer (1748-1827)). Франческо Тассі (Francesco Tassi) стверджував у 1829 році що британський видавець Nugent доручив Колльєрові (Collyer) виконати гравюру «портрету Бенвенуто Челліні». Шукаючи правильне обличчя Бенвенуто, англійський художник покладався на зображення Челліні на тондо Вазарі. Проте Колльєрові (Collyer) не вдалося правильно ідентифікувати скульптора серед інших особистостей на фресці. Він помилково думав що Челліні є чоловіком, зображеним у самому низу тондо. Бенвенуто Колльєра (Collyer) – чоловік, якого зображено за розмовою з Франческо ді сер Якопо  (Francesco Di ser Jacopo), і що дивиться через його плече у напрямку глядача. Іншими словами, британський майстер створив «Портрет Бенвенуто Челліні» у 1771 році як портрет насправді автора малюнка Джорджо Вазарі, а не Бенвенуто Челліні.

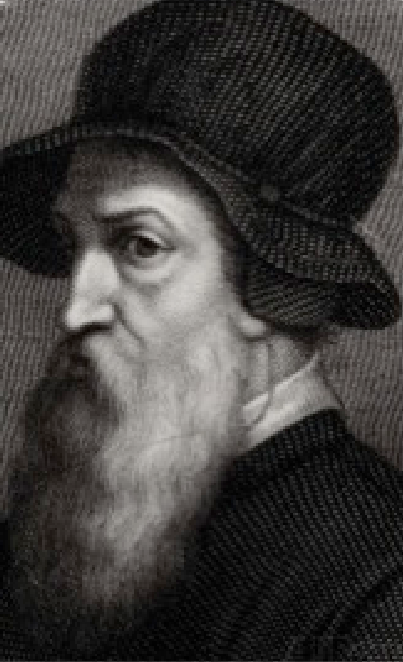
Морген, Рафаель (1758-1883). Портрет Бенвенуто Челліні. Гравюра (1822).

### Портрет Бенвенуто Челліні роботи Рафаеля Моргена (Raffaello Morghen)
Два з половиною століття після написання тондо Вазарі, італійський митець Рафаель Морген (Raffaello Sanzio Morghen (1758-1833)) використав портрет на фресці з Палаццо Веккіо зразком для своєї гравюри «Портрет Бенвенуто Челліні». Зображення Моргена (Morghen) було широко розповсюджене тогочасними видавцями. Нині роботи Рафаеля Моргена (Raffaello Sanzio Morghen) та їхні деривативи залишаються найвідомішими та найчастіше відтворюваними зображеннями Челліні.

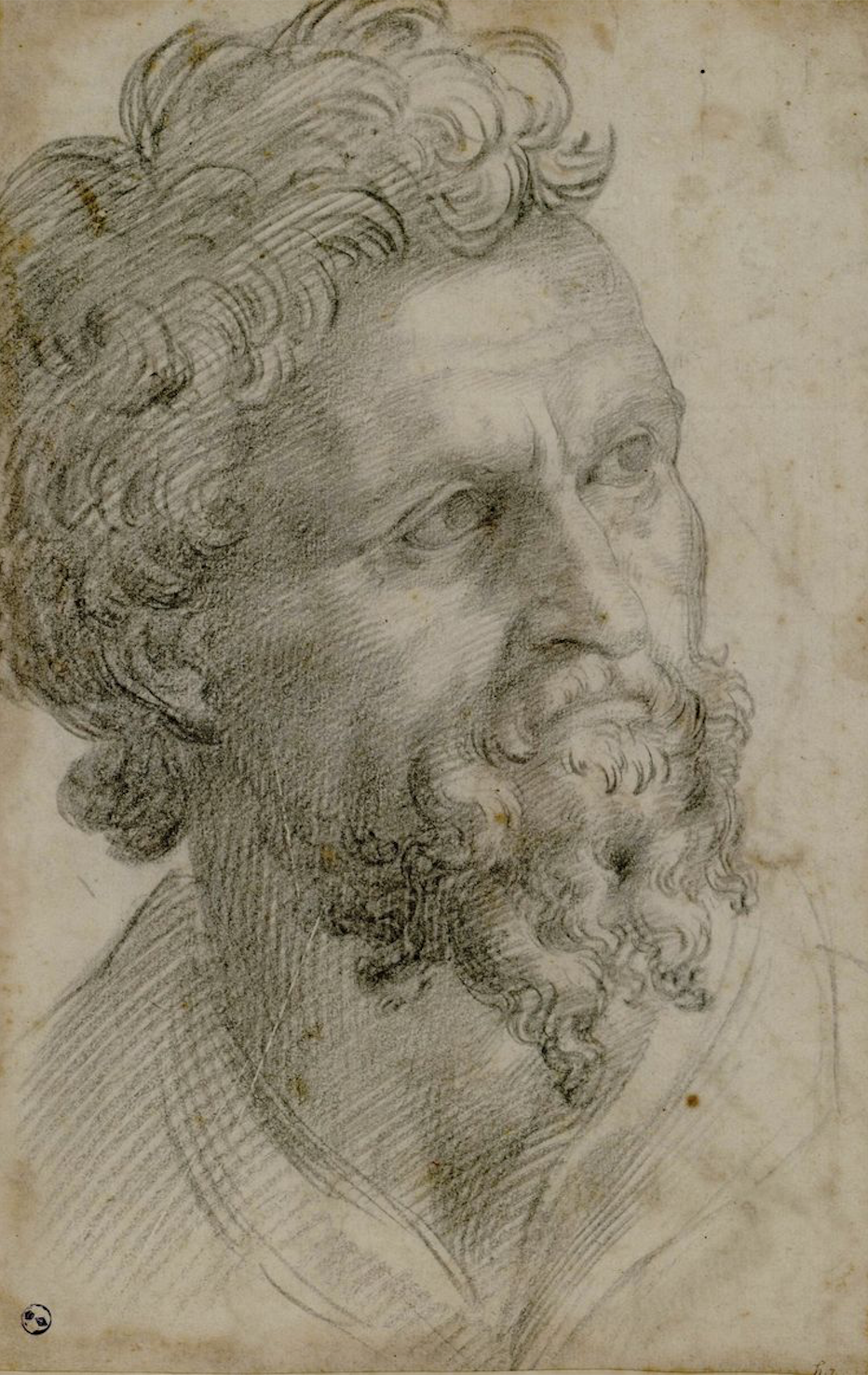
Челліні, Бенвенуто. Автопортрет. 28.3 см на 18.5 см. Папір, графіт. (1540-1530) Королівська бібліотека, Турин

## Автопортрети Челліні

### Автопортрет Бенвенуто Челліні на погрудді Козімо I Медічі

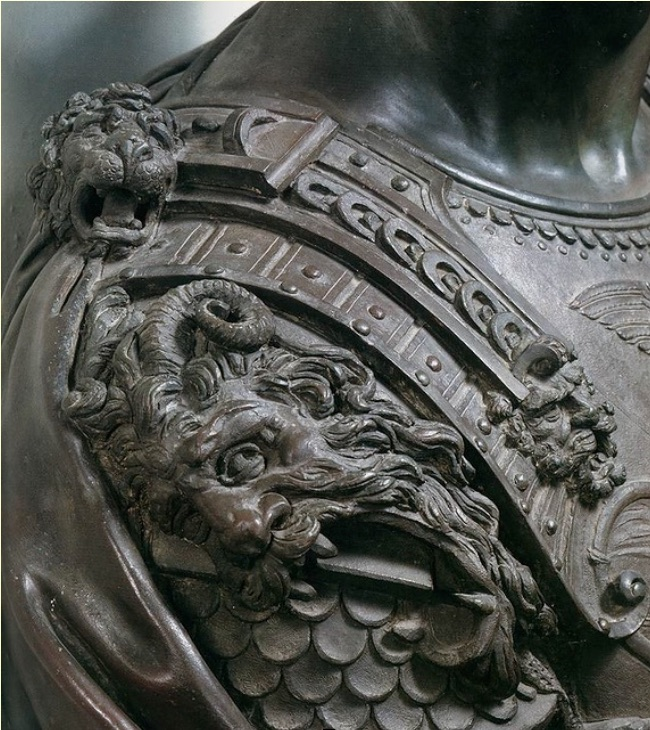
Челліні, Бенвенуто .Погруддя Козімо I. Бронза (1545) Національний музей Барджелло, Флоренція. Деталь: портрет Челліні

По поверненні з Франції до свого рідного міста Флоренції 1545 року, Бенвенуто відлив бронзове погруддя Козімо I Медічі, великого герцога Тосканського. Декоративна голова, розташована на правому плечі цього погруддя, є автопортретом Челліні, що поєднує риси сатира, лева та людини. Попри те, що голова на плечі містить тваринні (анімалістичні) елементи, рельєф є антропоморфним. 
Челліні використав лева та Сатира як прототипи. Лев, як частина гротескного образу на погрудді, є алюзією на самого Челліні. Анімалістичні риси Сатира у поєднанні з людським обличчям набувають ще більш виразного натяку на особистість Челліні, аніж семіотичне значення образу лева. Являючи себе у подобі Сатира, Бенвенуто посилається до свого власного прізвиська «Диявол». У свідомості суспільства доби Ренесансу Сатир був синонімічним образу диявола, якщо не власне дияволом.
Др. Поуп Хеннессі висловлює здогад, що роги на обладунку Герцога є натяком на знак Зодіаку Козімо Медічі, а саме Козерога.

### Автопортрет Бенвенуто Челліні на нарисі з Королівської бібліотеки в Турині
У Королівській бібліотеці в Турині (Biblioteca Reale di Torino) виставлено два нариси Бенвенуто Челліні, намальовані на обох сторонах одного аркуша паперу розміром 28.3 см на 18.5 см[13]. На одній стороні аркушу фігурує графітовий малюнок бородатого чоловіка віком приблизно 45 років, який ідентифіковано як автопортрет. На зворотній стороні можна знайти спроби пером та чорнилом малюнку тіл чоловічої статі, а також облич у профіль. Малюнок супроводжують декілька автографів власною рукою Бенвенуто, і серед нотаток міститься дата, що гласить: «21 червня 1559».

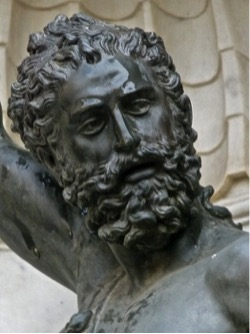
Челліні, Бенвенуто. «Юпітер», бронза., 98 см. Основа «Персея

### Автопортрет Бенвенуто Челліні на голові Персея
Існує традиція, що потиличний бік голови Персея був замислений як автопортрет.

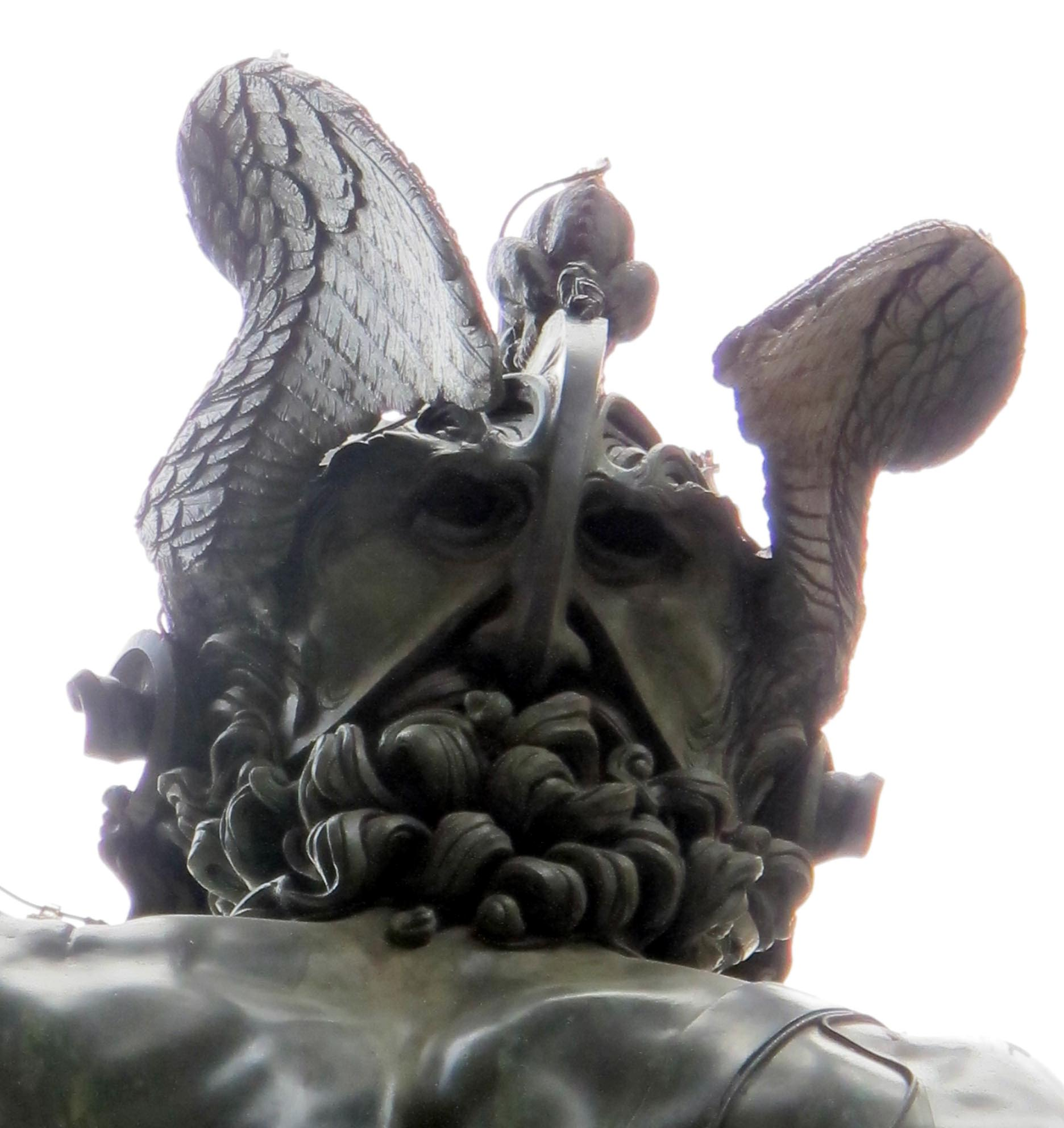
Челліні, Бенвенуто. «Персей». Бронза (1543) Лоджія деї Ланці, Флоренція. Деталь: автопортрет на потиличній стороні голови Персея

### Мальований автопортрет Бенвенуто Челліні
На мальованому портреті обличчя Челліні виглядає на декілька років старшим, ніж на туринському нарисі. Судячи з ще не запалих щік, Бенвенуто на малюнку з Турину ще не втратив корінні зуби. Цей малюнок є нарисом.
Нариси олією на папері були розповсюдженим засобом серед італійських художників пізнього Ренесансу та періоду маньєризму. Круглий капелюшок червоного оксамиту, одягнений на Челліні, |є алюзією на голову]] Св. Макарія Великого (St. Macarius the Great), відомого персонажу знаменитої середньовічної фрески «Тріумф Смерті» (Цвинтар Кампо-Санто, Піза). 

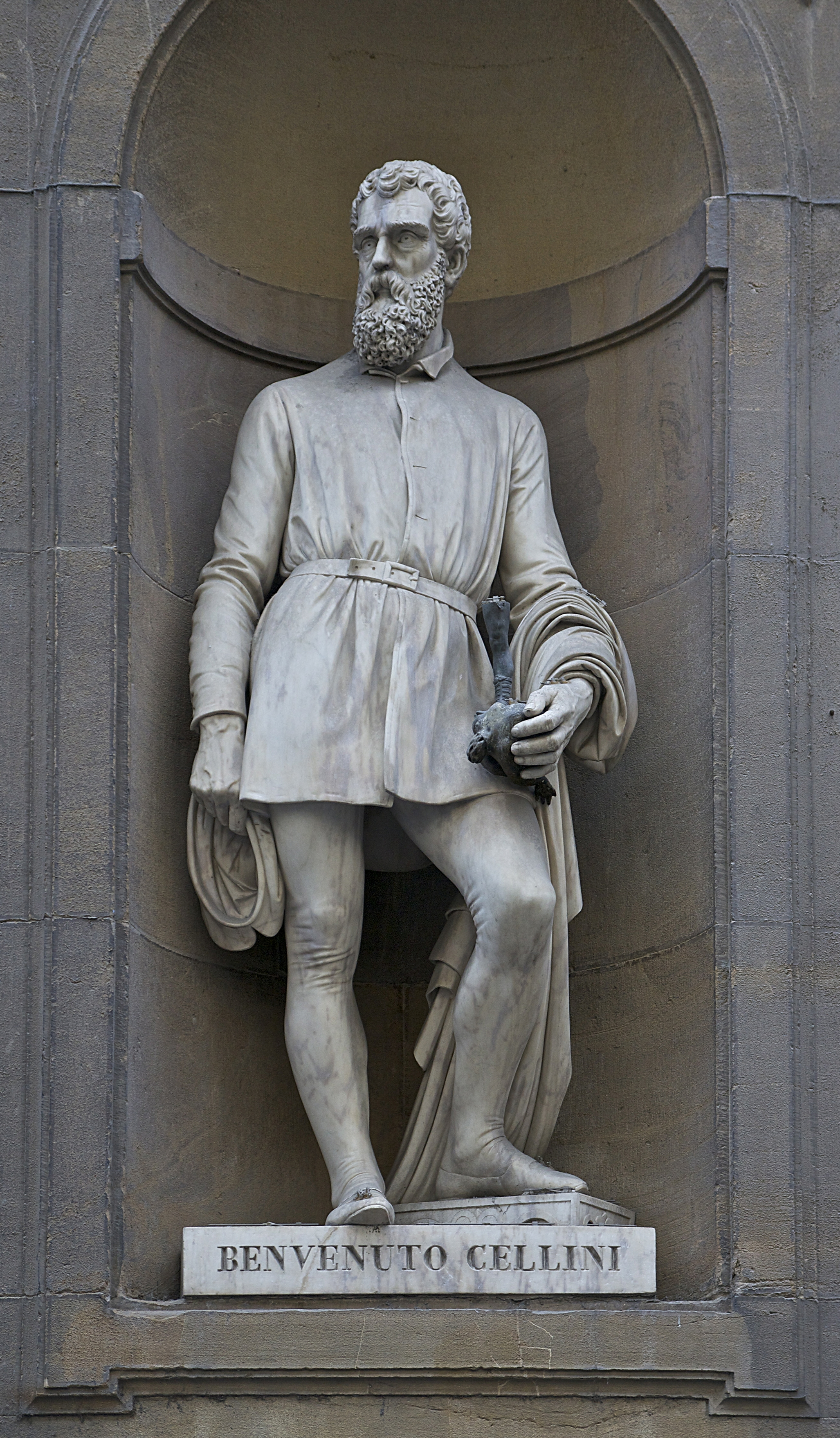
Значно пізніша статуя Челліні, П'яццале дельї Уффіці, Флоренція, Камбі

### Автопортрети Бенвенуто Челліні як Юпітера (Персея) та Океана (Сільничка Франциска I або Сальєра)
Підпис, що містить слова «TE FILI SIQUIS LAESERIT ULTOR ERO», вирізьблено на мармуровому картуші попід нішою Юпітера на постаменті «Персея» Челліні. Риси Юпітера, хоча й дуже ідеалізовані, мають схожість з рисами обличчя Нептуна (Океана) зі знаменитої Сільнички Франциска I, або Сальєри, роботи Челліні. Сільничка (26 х 33,5 см, золото, частково вкрите емаллю, постамент: чорне дерево) є його єдиним ювелірним витвором, що зберігся до наших часів. Цей витвір був виконаний Бенвенуто одразу після його ув’язнення, між 1540 та 1543 роками, таким чином, за десять років до того, як він відлив Юпітера у Флоренції. 
Риси облич обох богів могли натякати на характерні особливості зовнішності Бенвенуто, виявлені на інших портретах скульптора.

## Портрет Бенвенуто Челліні на порфірі
Ежен Плон (Eugene Plon) , французький редактор 19-го сторіччя, окрім помилкової спроби повторно виконати атрибуцію персонажів фрески Вазарі у Палаццо Веккіо, довів до відома громадськості артефакт, відомий сьогодні як «портрет Бенвенуто Челліні на порфірі». Він писав:
П. Ежен Піот (M. Eugene Piotte) немало зобов’язав нас тим, що передав нам (для вивчення) портрет, виконаний на порфірі, що містить наступний підпис на зворотній стороні, зроблений срібними літерами: «Benvenuto Cellini, nato di Giovani di Andra e di Maria Lisabetta di Stefano Granacci, il di d'Ognissanti nel 1500»

Сьогодні цей артефакт зберігається у Національному музеї Ренесансу у Замку Екуан у Франції. Цей портрет тепер атрибуйовано художникові Франческо Сальвіаті.
Плон датує 8,5-сантиметровий медальйон першою половиною 16-го сторіччя і він переконаний, що цей медальйон є точним відображенням «портрету месіра Бенвенуто у рамі горіхового дерева», що, у відповідності зі свідченнями нотаріуса, висів на стіні в домі ювеліра на момент його смерті. Плон стверджує, що «декілька портретів, виконаних на порфірі, зберігаються у Галереї Пітті (Pitti Gallery)» і що «усі вони датуються тією ж епохою відносно часу їх створення». Утім, вчені спростовують це твердження. Відомості, доступні на сьогодні, свідчать про те, що існували лише два портрети на порфірі. На одному з них зображено так званого «Бенвенуто Челліні», а на іншому – «Фердінандо I Медічі (Ferdinando I Medici)».
1971 року Державна поштова служба Румунії видала поштову марку до 400-х роковин по смерті Челліні. Основою для цієї марки був використаний «портрет на порфірі». Однак, у 2007 році паризький аукціонний дім Drouot продав картину, атрибуйовану як «Портрет Пана Строцці» (Portrait de Monsier de Strozzi) роботи невідомого послідовника Корнеліуса де Ліона (Cornelius de Lion). Картина ця підписана. 
Підпис ідентифікує людину, що сидить, як «Пана Строцці» (“Monsieur Strozzi”). «Пан Строцці» та «Бенвенуто Челліні» таким чином зображаються як одна й та сама особа.

### Портрет Бенвенуто Челліні роботи Дзоккі-Аллегріні
Повторне відкриття громадськістю книги Челліні у кінці 18-го сторіччя спричинили гостру потребу у портреті автора, щоб ілюструвати видання. Багато художників та граверів отримували замовлення від видавців на виготовлення зображень Бенвенуто. Найранішим прикладом портретів «нового віяння» була гравюра, виконана італійським майстром Франческо Аллегріні (Francesco Allegrini) у 1762 році. Аллегріні використав нарис Джузеппе Дзоккі (Giuseppe Zocchi) як основу для своєї роботи (1711-1767).
Невідомо, яке джерело для натхнення використав Джузеппе Дзоккі (Giuseppe Zocchi) у 18-му сторіччі, але образ «Челліні», який він створив, дуже віддалений від портрету Бенвенуто на фресці Вазарі. Гравюра Аллегріні/Дзоккі придбав Луї-Філіп (Louis-Philippe), (на той час – Герцог Орлеанський, що пізніше став королем Франції) для своєї колекції. Тепер копія «Портрету Бенвенуто Челліні» Дзоккі/ Аллегріні зберігається у Національному музеї Версальського палацу та Тріанон (Palace of Versailles and Trianon). 

## Бенвенуто Челліні на інших витворах

### Скульптура Жана-Жака Фьошера (Jean-Jacques Feuchere)
Французький скульптор Жан-Жак Фьошер (Jean-Jacques Feuchere) (1807-1852) відлив малу бронзову скульптуру «Челліні» у 1837 році. Цей портрет має певну схожість із персонажем на тондо Вазарі.  Feuchere, Jean-Jacques. Benvenuto Cellini, Bronze. (1837)

### Кубок Братів Маррель (The Marrel Brothers Cup)
Король Франції Луї-Філіп (Louis-Philippe) придбав кубок братів Маррель, щоб передати цей виріб мистецтва як подарунок своєму синові Луї, Герцогу Немурському (Louis, Duke of Nemours).  Ця подія трапилася 1839 року на промисловій виставці у Парижі.
Антуан Бенуа Рош Марель (Antoine-Benoit-Roch) та  Жан П’єр Назер Марель  (Jean-Pierre-Nazaire Marrel), ювеліри та сподвижники, виготовили свій шедевр на хвилі натхнення від так званого «Аугсбурзького кубку» Челліні, що був придбаний Музеєм Лувр 1832 року. «Аугсбурзький кубок» мав форму срібної чаші з позолотою. Авторство «Аугсбургзького кубку» в той час було атрибуйовано Бенвенуто Челліні. Брати Маррелі, перебуваючи під враженням від цих подій, відповіли своїм власним витвором.

### Погруддя роботи Вінченцо Ґаяссі
Італійський скульптор Вінченцо ді Марко Фабіо Аполлоні («Ґаяссі») (Vincenzo di Marco Fabio Apolloni (‘Gajassi’)) створив мармурове погруддя Бенвенуто Челліні у 1844 році. Пізніше того ж року, Леді Елеонора Батлер (Lady Eleonora Butler) принесла мармурове погруддя в дар Капітолійським музеям у Римі. Майстер вочевидь намагався надати своїй моделі риси, виявлені на фресці Вазарі у Палаццо Веккіо. Доказом цього є характерна довга борода, а також форма носу, брів та половина обличчя.  Apolloni, Vincenzo di Marco Fabio. ‘Bust of Benvenuto Cellini’. Marble. (1844). Museum Capitoline, Rome

### Скульптура роботи Уліссе Камбі (Ulisse Cambi)
Архітектор Джорджо Вазарі та його наступник Бернардо Буонтолетті (Bernardo Buontoletti ) залишили 28 порожніх ніш у стінах колонади палацу Уффіці. Портрет Бенвенуто Челліні, виконаний Уліссе Камбі (1807-1896), був поміщений в одну з ніш. Мармурова статуя більш 3 метрів заввишки була представлена громадськості 24 червня 1845 року.

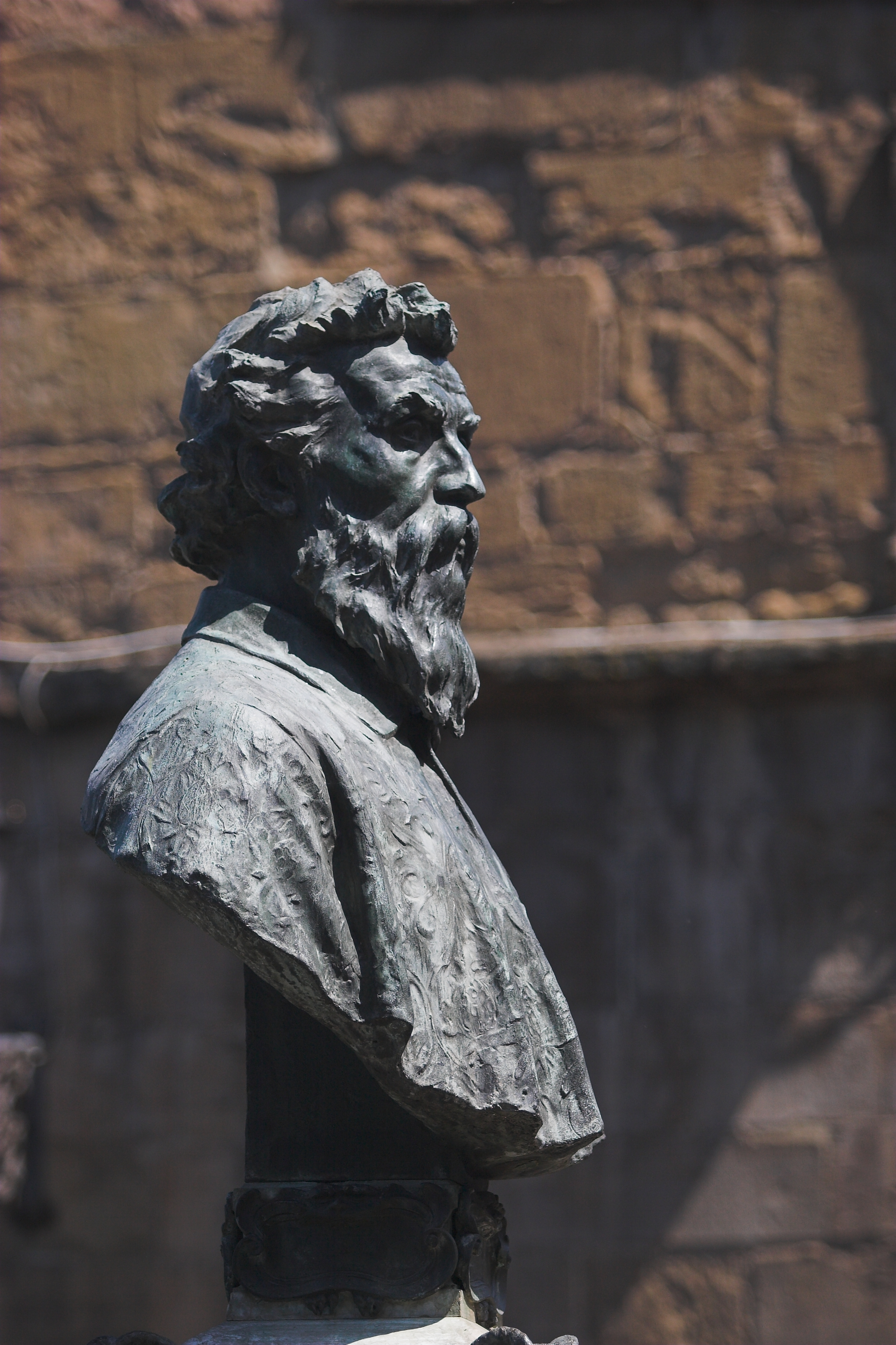
Рафаелло Романеллі. «Погруддя Бенвенуто Челліні» (1900) Понте Веккіо, Флоренція.

Портрет є цілковито плодом (витвором) уяви Камбі. Його інтерпретація образу Бенвенуто і скульптура в цілому викликали гостру критику з боку громадськості. 

### Погруддя роботи Рафаелло Романеллі (Raffaello Romanelli)
Погруддя Бенвенуто Челліні у виконанні Рафаелло Романеллі (Raffaello Romanelli) було поміщено на середині Понте Веккіо (Старого Мосту) у Флоренції 1901 року. Романеллі надав погруддю Челліні на Понте Веккіо своїх власних рис обличчя. 

## Стилістичні відмінності між автопортретами та портретами Челліні
Усі автопортрети Бенвенуто Челліні відповідають його літературному опису себе, презентуючи його як героїчну особистість. Героїчна природа мистецьких образів досягнена з допомогою техніки, винайденої Мікеланджело і відомої як «terribilità». Вона створюється шляхом насуплювання брів та надавання упевненого виразу очам. Зовнішність Челліні має численні характеристики, деякі з них можуть вважатися його відмітними рисами:
-Широкі вилиці
-Недорозвинена та дещо виступаюча нижня щелепа, з нижньою губою, що заходить на верхню губу
-Великий ніс із тонким та прямим переніссям, що однак стовщується і має ямку на кінчику
-Зелено-сірі очі, що виглядають посадженими близько до перенісся
-Мигдалевидного розрізу очі
-Дещо товсті брови, втім на деяких автопортретах Челліні намагався зробити їх менш вираженими
-Челліні почав рано лисіти, але процес уповільнився з віком; попри це, Бенвенуто Челліні втратив волосся на маківці голови до настання 50-літнього віку
-Тонкі та сильні руки
-Атлетична будова тіла і пряма постава, які Челліні зберіг протягом усього життя
Челліні прагнув ідеалізувати та героїзувати свою зовнішність. У деяких випадках, його «покращення» своїх рис обличчя були надмірними.